# Alfedena
Alfedena är en ort och kommun i provinsen L'Aquila i regionen Abruzzo i Italien. Kommunen hade 850 invånare (2018).